# Ahmad Fuad Mohieddin

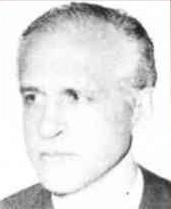
Ahmad Fuad Mohieddin

Ahmad Fuad Mohieddin (11 de janeiro de 1926 - 5 de junho de 1984 no Cairo, Egipto) foi o 42º primeiro-ministro do Egipto de 2 de janeiro de 1982 a 5 de junho de 1984. Ele era membro do Partido Democrático Nacional.